# Andaz (film, 1994)
Pour les articles homonymes, voir Andaz.
Andaz est un film indien réalisé par David Dhawan, sorti en 8 avril 1994. 
Ce triangle amoureux est interprété par Anil Kapoor, Karisma Kapoor et Juhi Chawla.

## Synopsis
Andaz raconte l'histoire d'amour impossible de Jaya (Karishma Kapoor) pour son professeur (Anil Kapoor). Pour éviter une situation embarrassante, celui-ci se marie à la hâte avec une jeune orpheline qui ne sait ni lire ni écrire (Juhi Chawla).

## Fiche technique
- Titre : Andaz
- Titre en hindi : अंदाज़
- Réalisation : David Dhawan
- Scénrio : Anees Bazmee
- Musique : Bappi Lahiri, Amar Mohile
- Photographie : Siba Mishra
- Montage : Nand Kumar
- Producteur : Pahlaj Nihalani
- Date de sortie en Inde :  8 avril 1994
- Pays d'origine : Inde
- Langue : hindi

## Distribution
- Anil Kapoor : Ajay Kumar
- Juhi Chawla : Saraswati
- Karisma Kapoor : Jaya
- Raj Babbar : Capitaine
- Kader Khan : Principal
- Shakti Kapoor : Shagun
- Satish Kaushik : Panipuri Sharma
- Ishrat Ali : Officier de l'armée indienne